# Pig Beach
Pig Beach (conosciuta anche come Major Cay, e ufficialmente Big Major Cay) è un'isola disabitata situata a Exuma, nelle Bahamas. L'isola deve il suo soprannome ad una colonia di maiali che popola l'isola stessa e i luoghi vicini, attirando ogni anno numerosi turisti.

## Geografia e caratteristiche
Exuma è un distretto delle Bahamas, ed è costituito da oltre 360 isole. Nell'isola sono presenti 3 specchi d'acqua dolce.

## Leggende
Si dice che i maiali siano stati portati sull'isola da un gruppo di marinai, con l'intento di tornare indietro a cucinarli in un secondo momento. I marinai tuttavia non fecero più ritorno e i maiali riuscirono a sopravvivere grazie al cibo in eccesso scaricato da navi di passaggio. Un'altra leggenda narra che i maiali siano riusciti a sopravvivere ad un naufragio e siano riusciti ad arrivare a riva; un'altra ancora racconta che i maiali siano scappati da un isolotto vicino. Alcuni sostengono che i maiali facciano parte di un piano economico che avrebbe lo scopo di attirare turisti alle Bahamas. I maiali vengono nutriti dai turisti e l'isola è chiamata Pig Beach dagli abitanti delle zone limitrofe.

## Come arrivare
Staniel Cay è l'isola più vicina con un aeroporto mentre l'aeroporto internazionale più vicino si trova ad Exuma. Nassau si trova a circa 77 miglia nautiche, 2 ore di navigazione o 35-40 minuti di volo.